# Riesengrundschanze
Riesengrundschanze (początkowo Böttrichschanze) – skocznia narciarska w niemieckiej miejscowości Altenberg o punkcie konstrukcyjnym K60.

## Historia
Skocznia została otwarta w 1923 r. W tym samym roku odbyły się inauguracyjne zawody na skoczni Riesengrundschanze (początkowo skocznia nosiła nazwę Böttrichschanze). W 1931 r. powiększono próg skoczni. Rekord skoczni wynosił w tym czasie 48 metrów. Około lat 1948/1949 skocznię ponownie odnowiono. W roku 1962 skocznię poddano kolejnej renowacji. Zbudowana została wieża najazdowa, stok zeskoku oraz wieża sędziowska. W 1964 skocznię pokryto igelitem, lecz skocznia była rzadko wykorzystywana. W 1988 roku odbyły się ostatnie zawody (były to zawody regionalne) w historii skoczni. Później skocznia zaczęła zarastać i przestała być używana. W 2002 roku skocznię rozebrano do końca.

### Informacje o skoczni
- Rok konstrukcji – 1923
- Punkt konstrukcyjny – 60 m
- Rekord skoczni: – 72 m